# Von Zaubererbrüdern – Live & Unplugged
Von Zaubererbrüdern – Live & Unplugged ist das zweite Livealbum und die erste Live-DVD der Band ASP. Hierbei handelt es sich um Aufnahmen von der zweiten Akustik-Tour der Band, die den Titel Dunkelromantische Herbstabende – Von Zaubererbrüdern, schwarzen Schmetterlingen und anderen Nachtgestalten trug. Die Aufnahmen stammen, bis auf die Bonustracks der CDs, vom Konzert in der Bochumer Christuskirche.

## Hintergrund

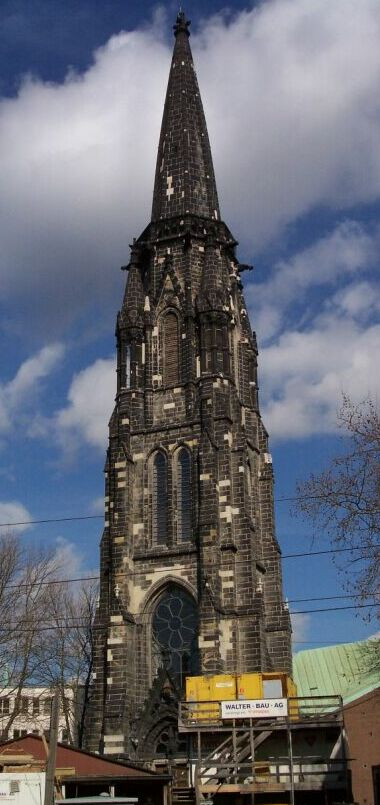
Die Bochumer Christuskirche, in der das Album aufgenommen wurde

### Stil
Im Gegensatz zu den anderen Konzerten der Band wurden auf der Von-Zaubererbrüdern-Tour vermehrt ruhigere und schwermütigere Songs, wie zum Beispiel Wolfsspuren oder Die Ballade von der Erweckung, gespielt. Außerdem stammen etwa ein Drittel der Setlist vom Album Zaubererbruder – Der Krabat-Liederzyklus, das kurze Zeit vor der Tour veröffentlicht wurde. Zudem hatten die Songs von diesem Album stärkere Folk-Elemente als alle vorausgegangenen Alben, so dass sich eine Akustikversion von diesen Songs angeboten hatte. Auffällig ist ebenfalls, dass auf Songs wie Schwarzer Schmetterling oder Sing Child verzichtet wurde, obwohl diese Songs eigentlich Live-Klassiker der Band sind.

### Veröffentlichung
Das Album erschien in vier verschiedenen Fassungen: Als 3-CD-Box, 2-DVD-Box, als Bundle und als Blu-ray Disc. Das Bundle ist auf 3000 Stück limitiert und enthält sowohl die 3-CD-Box als auch die 2-DVD-Box, die zusammen in einem Schuber geliefert wurden.
Bis auf die Blu-ray Disc wurde das Werk ausschließlich über den Band-eigenen Onlineshop vertrieben. Das rührt daher, dass der Mitschnitt vollkommen von der Band selbst finanziert wurde. Deshalb erschien das Album nicht bei Trisol, wie die anderen Veröffentlichungen der Band, sondern bei der bandeigenen Herz und Verstand Merchandising GmbH. Lediglich die Blu-ray Disc wurde von Trisol vertrieben und kam so in den freien Handel.

### Weiteres
- Neben der eigentlichen Band ASP hat auch Ally Storch an den beiden bisherigen Akustiktouren der Band teilgenommen.
- Die Filmproduktion wurde von Magna Mana Production übernommen, die vorher schon das Musikvideo Me der Band produziert hatte.
- Die Bonustracks der CD-Box wurden bei anderen Konzerten als der Rest des Albums aufgenommen. Dies liegt vor allem daran, dass (bis auf Little Big Man) weitere Gastmusiker involviert waren. Deshalb wurde Mein Herz erkennt dich immer zusammen mit Gastsängerin Lisa Pawelke in der Münchener Muffathalle, der Bonustrack Zaubererbruder mit Eric Fish in der Berliner Passionskirche und das U2-Cover New Year’s Day zusammen mit Ralph Müller, der die Gitarren für die Band baut, im Capitol in Offenbach aufgenommen. Der Bonussong Little Big Man stammt vom Soundcheck in Hamburg.
- Das Artwork stammt von Ingo Römling, der schon öfter Artworks für die Band gestaltet hat.

## Titellisten

### Titelliste CD
| CD 1: 1. Betteljunge (vom Album Zaubererbruder) 2. Beschwörung (vom Album Aus der Tiefe) 3. Krabat (vom Album Zaubererbruder) 4. Die Teufelsmühle (vom Album Zaubererbruder) 5. Stille der Nacht (vom Album Weltunter) 6. Wolfsspuren (von der EP Nie Mehr!) 7. Denn ich bin dein Meister (vom Album Zaubererbruder) 8. Die Ballade von der Erweckung (vom Album Aus der Tiefe) 9. Nie Mehr (vom Album Requiembryo) 10. Abschied und Medley (Der Song ohne das Medley stammt vom Album Zaubererbruder) | CD 2: 1. De Profundis (vom Album Requiembryo) 2. The Last Lovesong (von der limitierten Version des Albums Weltunter) 3. Biotopia (vom Album Requiembryo) 4. Der Schnitter Tod (vom Album Zaubererbruder) 5. Spottlied auf die harten Wanderjahre (vom Album Zaubererbruder) 6. Zaubererbruder (vom Album Zaubererbruder) 7. Im dunklen Turm (vom Album Aus der Tiefe) 8. Me (vom Album Aus der Tiefe) 9. Duett (Das Minnelied der Incubi) (vom Album Requiembryo) 10. Der geheimnisvolle Fremde (vom Album Zaubererbruder) 11. Am Ende (vom Album Zaubererbruder) | CD 3: 1. Varieté Obscur (von der EP Werben) 2. Werben (vom Album Aus der Tiefe) 3. Und wir tanzten (ungeschickte Liebesbriefe) (vom Album Hast du mich vermisst?) 4. Ich will brennen (vom Album Weltunter) 5. Mein Herz erkennt dich immer (feat. Lisa Pawelke) (Bonustrack) (vom Album Zaubererbruder) 6. Zaubererbruder (feat. Eric Fish) (Bonustrack) (vom Album Zaubererbruder) 7. New Year’s Day (feat. Ralph Müller) (Bonustrack) (Coverversion, das Original stammt von U2) 8. The Little Big Man (Bonustrack) (vom Album :Duett) |

### Titelliste DVD
| DVD 1: 1. Betteljunge (vom Album Zaubererbruder) 2. Beschwörung (vom Album Aus der Tiefe) 3. Krabat (vom Album Zaubererbruder) 4. Die Teufelsmühle (vom Album Zaubererbruder) 5. Stille der Nacht (vom Album Weltunter) 6. Wolfsspuren (von der EP Nie Mehr!) 7. Denn ich bin dein Meister (vom Album Zaubererbruder) 8. Die Ballade von der Erweckung (vom Album Aus der Tiefe) 9. Nie Mehr (vom Album Requiembryo) 10. Abschied und Medley (Der Song ohne das Medley stammt vom Album Zaubererbruder) | DVD 2: 1. De Profundis (vom Album Requiembryo) 2. The Last Lovesong (von der limitierten Version des Albums Weltunter) 3. Biotopia (vom Album Requiembryo) 4. Der Schnitter Tod (vom Album Zaubererbruder) 5. Spottlied auf die harten Wanderjahre (vom Album Zaubererbruder) 6. Zaubererbruder (vom Album Zaubererbruder) 7. Im dunklen Turm (vom Album Aus der Tiefe) 8. Me (vom Album Aus der Tiefe) 9. Duett (Das Minnelied der Incubi) (vom Album Requiembryo) 10. Der geheimnisvolle Fremde (vom Album Zaubererbruder) 11. Am Ende (vom Album Zaubererbruder) 12. Varieté Obscur (von der EP Werben) 13. Werben (vom Album Aus der Tiefe) 14. Und wir tanzten (ungeschickte Liebesbriefe) (vom Album Hast du mich vermisst?) 15. Ich will brennen (vom Album Weltunter) |

### Titelliste Blu-ray Disc
1. Betteljunge (vom Album Zaubererbruder)
2. Beschwörung (vom Album Aus der Tiefe)
3. Krabat (vom Album Zaubererbruder)
4. Die Teufelsmühle (vom Album Zaubererbruder)
5. Stille der Nacht (vom Album Weltunter)
6. Wolfsspuren (von der EP Nie Mehr!)
7. Denn ich bin dein Meister (vom Album Zaubererbruder)
8. Die Ballade von der Erweckung (vom Album Aus der Tiefe)
9. Nie Mehr (vom Album Requiembryo)
10. Abschied und Medley (Der Song ohne das Medley stammt vom Album Zaubererbruder)
11. De Profundis (vom Album Requiembryo)
12. The Last Lovesong (von der limitierten Version des Albums Weltunter)
13. Biotopia (vom Album Requiembryo)
14. Der Schnitter Tod (vom Album Zaubererbruder)
15. Spottlied auf die harten Wanderjahre (vom Album Zaubererbruder)
16. Zaubererbruder (vom Album Zaubererbruder)
17. Im dunklen Turm (vom Album Aus der Tiefe)
18. Me (vom Album Aus der Tiefe)
19. Duett (Das Minnelied der Incubi) (vom Album Requiembryo)
20. Der geheimnisvolle Fremde (vom Album Zaubererbruder)
21. Am Ende (vom Album Zaubererbruder)
22. Varieté Obscur (von der EP Werben)
23. Werben (vom Album Aus der Tiefe)
24. Und wir tanzten (ungeschickte Liebesbriefe) (vom Album Hast du mich vermisst?)
25. Ich will brennen (vom Album Weltunter)
26. Mein Herz erkennt dich immer (feat. Lisa Pawelke) (Bonustrack) (vom Album Zaubererbruder)
27. Zaubererbruder (feat. Eric Fish) (Bonustrack) (vom Album Zaubererbruder)
28. New Year’s Day (feat. Ralph Müller) (Bonustrack) (Cover-Version, das Original stammt von U2)
29. The Little Big Man (Bonustrack) (vom Album :Duett)